# Kazakhstan Airlines
Kazakhstan Airlines was een Kazachse luchtvaartmaatschappij met de thuisbasis in Almaty (Alma-Ata). Ze fungeerde van de onafhankelijkheidsdatum van Kazachstan in 1991 tot het faillissement in 1996 als de nationale luchtvaartmaatschappij voor Kazachstan.
Het uiteenvallen van de Sovjet-Unie in 1991 had ook impact op Aeroflot. De Kazachse divisie van de maatschappij, waarvan elementen uit de geschiedenis terug te vinden zijn tot zo lang geleden als het midden van de jaren twintig, werd omgevormd tot Kazakhstan Airlines. De eerste vlucht als dusdanig vanaf de Luchthaven van Almaty volgde in 1992.
Het einde van de maatschappij volgde op de afhandeling van de vliegtuigbotsing bij Charkhi Dadri waarbij de piloten van vlucht Kazakhstan Airlines 1907 op 12 november 1996 met een Iljoesjin Il-76 op weg van Indira Gandhi International Airport bij Delhi in India naar Dhahran International Airport bij Dhahran in Saoedi-Arabië in de fout gingen.
Na het faillissement in 1996 werd de rol van nationale luchtvaartmaatschappij overgenomen door de nieuw gevormde maatschappij Air Kazakhstan, initieel aangeduid als Kazakhstan Airways.

## Vloot
Bij de vlootovername van Aeroflot in 1991 bestond de initiële vloot van Kazakhstan Airlines uit Antonov An-24-, Antonov An-26-, Antonov An-30-, Iljoesjin Il-18-, Iljoesjin Il-76-, Iljoesjin Il-86-, Toepolev Tu-134-, Toepolev Tu-154-, Jakovlev Jak-40- en Jakovlev Jak-42-toestellen.
In 1994 werd de vloot uitgebreid met een enkele Boeing 747SP.
Na het faillissement van de maatschappij werd een deel van de vloot overgenomen door de nieuw gevormde Air Kazakhstan.